# Federazione di baseball della Bulgaria
La Federazione bulgara di baseball (in bulgaro Bŭlgarska federatsiya po beĭzbol?) è un'organizzazione fondata nel 1988 per governare la pratica del baseball in Bulgaria.
Organizza il campionato di baseball bulgaro, e pone sotto la propria egida la nazionale maschile.